# Greatest Love
Greatest Love è un singolo della cantante statunitense Ciara, pubblicato il 12 febbraio 2019 su etichetta discografica Beauty Marks Entertainment, facente parte della famiglia della Warner Bros. Records come quarto singolo estratto dal suo settimo album Beauty Marks.

## Descrizione
La canzone è stata scritta e prodotta da Theron Thomas, che aveva già lavorato con la cantante sui precedenti album Ciara e Jackie, e da Jasper Cameron, suo collaboratore sin dai tempi di Goodies. Ha un ritmo più lento rispetto ai precedenti singoli estratti dall'album, Level Up, Freak Me e Dose.

## Video musicale
Il video musicale è uscito in concomitanza con la commercializzazione del brano.

## Tracce
Download digitale
1. Greatest Love – 3:43